# Platamops laticollis
Platamops laticollis es una especie de coleóptero de la familia Salpingidae.

## Distribución geográfica
Habita en Brasil.